# Vorstandsvorsitzender
Als Vorstandsvorsitzenden bezeichnet man im Wirtschaftsleben den Vorsitzenden des Vorstandes einer Aktiengesellschaft oder einer Kapitalgesellschaft in anderer Rechtsform. In Deutschland wurde er früher auch als Generaldirektor bezeichnet.
Das Amt des Vorstandsvorsitzenden – eine Leitungsfunktion – ist nicht zu verwechseln mit dem des Vorstandssprechers, der den Vorstand lediglich nach außen hin vertritt.

## Regelungen
Nach deutschem Aktienrecht muss eine Aktiengesellschaft zwar einen Vorstand, nicht aber einen Vorstandsvorsitzenden haben. Das Gesetz sieht vielmehr die gemeinsame Geschäftsführung (§ 77 AktG) und Vertretung (§ 78 AktG) der Gesellschaft durch alle Vorstandsmitglieder vor, sofern die Satzung oder Geschäftsordnung nichts anderes bestimmt. Ausdrückliche Regelungen für eine herausgehobene Position des Vorstandsvorsitzenden kennt das deutsche Aktienrecht nicht; die Möglichkeit, einen Vorstandsvorsitzenden zu ernennen, ergibt sich einzig aus § 84 Abs. 2 AktG, die nicht auf einen Ausschuss im Aufsichtsrat delegiert werden kann (vgl. § 107 Abs. 3, S. 2 AktG). Das Gesetz verwendet den Begriff des „Vorsitzenden“, nicht aber den des „Sprechers“.
Gleichwohl ist es zulässig, dass eine Aktiengesellschaft einen Vorstandsvorsitzenden oder Vorstandssprecher hat (nicht aber gleichzeitig), was allerdings an der Gesamtverantwortung des Vorstandes für die Geschäftsführung nichts ändert. Regelungen hierzu finden sich in der Satzung der Aktiengesellschaft. Fast alle deutschen Aktiengesellschaften sehen in ihrer Satzung einen Vorstandsvorsitzenden vor, manchmal – vor allem bei Banken – einen Vorstandssprecher.
Der Aufsichtsrat kann einen Vorstandsvorsitzenden ernennen. Bei Stimmgleichheit im Vorstand entscheidet die Stimme des Vorstandsvorsitzenden, wenn die Satzung der Aktiengesellschaft oder die Geschäftsordnung des Vorstands dies vorsieht. Er kann die Tagesordnung der Vorstandssitzungen ändern, insbesondere Tagesordnungspunkte zunächst absetzen, was für den Fall interessant ist, dass er eine nicht in seinem Sinne ausfallende Abstimmung befürchtet und hofft, vor einer erneuten Befassung weitere Kollegen von seiner Sicht überzeugen zu können.
In der französischen Wirtschaft entspricht dem die Position des Président-directeur général (PDG).

## Vorstandsvorsitzende in Deutschland
Zu den Spitzenverdienern in Deutschland zählen die Konzernchefs der 40 DAX-Unternehmen. Diese sind durch eine Novellierung des HGB und durch das VorstOG ab dem Geschäftsjahr 2006 zur Offenlegung der Vorstandsbezüge verpflichtet. Spitzenverdiener 2009 unter den DAX-Vorständen war der Vorstandsvorsitzende der  Deutschen Bank, Josef Ackermann: Er bezog eine Jahresvergütung von 9,9 Mio. Euro. An zweiter Stelle lag RWE-Chef Jürgen Großmann mit 9,2 Mio. Euro. Siemens-Chef Peter Löscher verdiente 7,1 Mio. Euro. Die angeführten Bezüge errechnen sich aus den oft relativ geringen Fixbezügen und ertragsabhängigen Erfolgsprämien. Hinzu kommen Aktienoptionen, deren Wert die regulären Bezüge um ein Mehrfaches übertreffen können. Dennoch gilt die finanzielle Vergütung deutscher Konzernchefs im internationalen Vergleich als niedrig.
Die soziale Herkunft der Vorstandsvorsitzenden der 100 größten deutschen Unternehmen ist seit dem Deutschen Kaiserreich von vergleichsweise geringer Veränderung geprägt. So verdoppelte sich etwa der Arbeiteranteil von 1907 bis 2020 auf knapp 6,8 Prozent; die Zahl der Firmenerben betrug 20,5 Prozent (1970: 12,1 Prozent).
Seit dem 19. Dezember 2022 ist Oliver Blume der einzige Vorstandsvorsitzende, der zwei DAX-Unternehmen gleichzeitig führt: Porsche und Volkswagen.

### Liste der Vorstandsvorsitzenden der 40 DAX-Unternehmen
| Unternehmen          | Vorstandsvorsitzender (wenn nicht anders angegeben) |
| -------------------- | --------------------------------------------------- |
| Adidas               | Bjørn Gulden                                        |
| Airbus               | Guillaume Faury                                     |
| Allianz              | Oliver Bäte                                         |
| BASF                 | Markus Kamieth                                      |
| Bayer                | Bill Anderson                                       |
| Beiersdorf           | Vincent Warnery                                     |
| BMW                  | Oliver Zipse                                        |
| Brenntag             | Christian Kohlpaintner                              |
| Commerzbank          | Bettina Orlopp                                      |
| Continental AG       | Nikolai Setzer                                      |
| Covestro             | Markus Steilemann                                   |
| Daimler Truck        | Karin Rådström                                      |
| Deutsche Bank        | Christian Sewing                                    |
| Deutsche Börse       | Stephan Leithner                                    |
| Deutsche Post        | Tobias Meyer                                        |
| Deutsche Telekom     | Timotheus Höttges                                   |
| E.ON                 | Leonhard Birnbaum                                   |
| Fresenius            | Michael Sen                                         |
| Hannover Rück        | Jean-Jacques Henchoz                                |
| Heidelberg Materials | Dominik von Achten                                  |
| Henkel               | Carsten Knobel                                      |
| Infineon             | Jochen Hanebeck                                     |
| Mercedes-Benz Group  | Ola Källenius                                       |
| Merck                | Belén Garijo (Vorsitzende der Geschäftsführung)     |
| MTU Aero Engines     | Lars Wagner                                         |
| Münchener Rück       | Joachim Wenning                                     |
| Porsche AG           | Oliver Blume                                        |
| Porsche SE           | Hans Dieter Pötsch                                  |
| Qiagen               | Thierry Bernard                                     |
| Rheinmetall          | Armin Papperger                                     |
| RWE                  | Markus Krebber                                      |
| SAP                  | Christian Klein                                     |
| Sartorius            | Joachim Kreuzburg                                   |
| Siemens              | Roland Busch                                        |
| Siemens Energy       | Christian Bruch                                     |
| Siemens Healthineers | Bernd Montag (Vorsitzender der Geschäftsführung)    |
| Symrise              | Jean-Yves Parisot                                   |
| Volkswagen           | Oliver Blume                                        |
| Vonovia              | Rolf Buch                                           |
| Zalando              | Robert Gentz und David Schröder                     |

## Vereinigte Staaten
Im angloamerikanischen Recht ist der Vorstandsvorsitzende dem Chief Executive Officer (CEO) vergleichbar, jedoch hat der CEO eine stärkere Stellung gegenüber den anderen Vorstandsmitgliedern inne als ein Vorstandsvorsitzender gegenüber den sonstigen Vorstandsmitgliedern.

## Einzelnachweis
1. ↑  Michael Hartmann: Mehr Kontinuität als Wandel – Die deutschen Eliten vom Kaiserreich bis heute. In: Berliner Journal für Soziologie. 23. Juni 2025, ISSN 0863-1808, doi:10.1007/s11609-025-00557-4 (springer.com [abgerufen am 25. Juni 2025]).